# Vladimirci
Vladimirci (en serbe cyrillique : Владимирци) est une localité et une municipalité de Serbie situées dans le district de Mačva. Au recensement de 2011, la localité comptait 1 658 habitants et la municipalité dont elle est le centre 17 291.
Vladimirci est officiellement classé parmi les villages de Serbie.

## Géographie
La municipalité de Vladimirci est bordée par la Save au nord-est et entourée par les municipalités de Koceljeva au sud et de Šabac à l'ouest. La partie méridionale de son territoire s'étend jusqu'aux monts Vlašić.

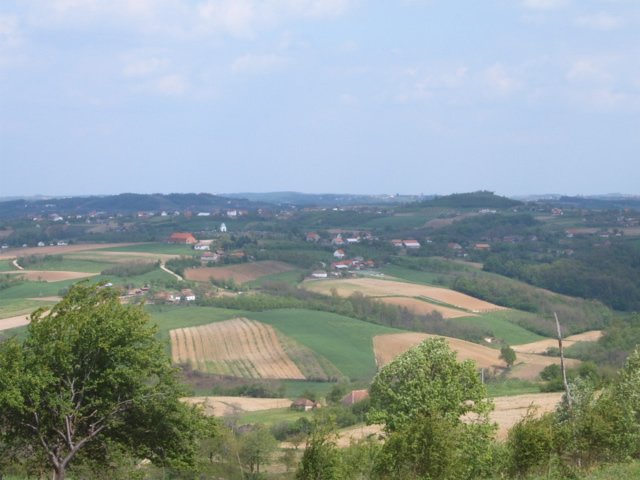
Le village de Mrovska, près de Vladimirci

## Histoire
La région de Vladimirci est habitée depuis la Préhistoire, ainsi qu'en attestent des découvertes datant du Néolithique, mises au jour à Beljin, Debrc et Jalovik. Plus tard, la région fut conquise par les Romains, qui l'intégrèrent dans la province de Pannonie dont la capitale était la ville de Sirmium, aujourd'hui Sremska Mitrovica. Après la division de l'Empire, elle fit partie de l'Empire romain d'Orient puis de l'Empire byzantin.
Le territoire de l'actuelle Vladimirci fut conquis par les Slovènes et fit l'objet de conflits entre l'Empire byzantin et le royaume de Hongrie. De leur côté, les Slaves s'établirent au sud de la Save. En 1283, au temps des Nemanjic, le roi Stefan Dragutin se fit construire une résidence d'été à Debrc, près de Vladimirci ; il y mourut en 1306. Sous le règne du despote Stefan Lazarević, la région fit quelque temps partie de l'État serbe. L'un des plus importants monuments de la région remontant au Moyen Âge est le monastère de Kaona, fondé au XIVe siècle par Ikonija, la sœur de Miloš Obilić.
Après la chute du despotat de Serbie, la région passa sous le contrôle des Turcs et elle se trouva prise dans les luttes opposant l'Empire ottoman et l'empire d'Autriche. La localité de Vladimirci est mentionnée pour la première fois dans un recensement autrichien de 1718 ; elle comptait alors 16 foyers.
Au XIXe siècle, Vladimirci fit partie de la principauté de Serbie, autonome puis indépendante vis-à-vis de la Sublime Porte. Elle devint le siège d'une municipalité en 1924.

## Localités de la municipalité de Vladimirci

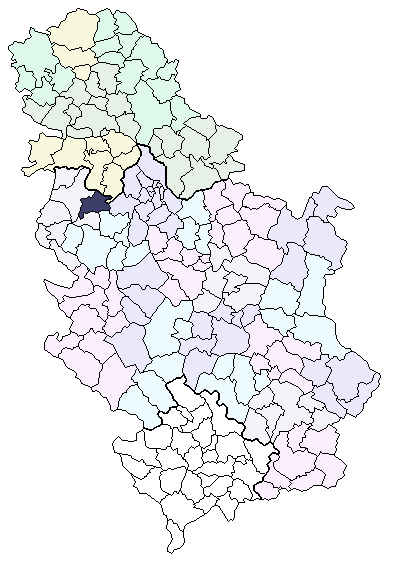
Localisation de la municipalité de Vladimirci en Serbie

La municipalité de Vladimirci compte 29 localités :
| - Belotić - Beljin - Bobovik - Vladimirci - Vlasenica - Vukošić - Vučevica - Debrc - Dragojevac - Zvezd | - Jazovnik - Jalovik - Kaona - Kozarica - Krnić - Krnule - Kujavica - Lojanice - Matijevac - Mesarci | - Mehovine - Mrovska - Novo Selo - Pejinović - Provo - Riđake - Skupljen - Suvo Selo - Trbušac |

Toutes les localités, y compris Vladimirci, sont officiellement considérées comme des « villages » (село/selo).

## Démographie

### Ville

#### Évolution historique de la population dans la localité
| 1948  | 1953  | 1961  | 1971  | 1981  | 1991  | 2002  | 2011  |
| ----- | ----- | ----- | ----- | ----- | ----- | ----- | ----- |
| 1 107 | 1 341 | 1 457 | 1 636 | 1 857 | 1 646 | 1 879 | 1 658 |

## Politique
À la suite des élections locales serbes de 2008, les 25 sièges de l'assemblée municipale de Vladimirci se répartissaient de la manière suivante :
| Parti                         | Sièges |
| ----------------------------- | ------ |
| Parti radical serbe           | 10     |
| Parti démocratique - G17 Plus | 8      |
| Parti socialiste de Serbie    | 3      |
| Parti démocratique de Serbie  | 2      |
| Liste pour Vladimirci         | 2      |

Mihajlo Milovanović, membre du Parti radical serbe, a été élu président (maire) de la municipalité de Vladimirci. Il a succédé dans cette fonction à Janko Đurić, membre du Parti démocratique du président Boris Tadić.

## Sport
Vladimirci possède un club de football, le FK Jedinstvo Vladimirci.

## Économie
L'économie de la municipalité de Vladimirci repose essentiellement sur l'agriculture et la transformation des produits de l'agriculture. Les terres agricoles couvrent 27 298 ha, soit 81 % du territoire municipal. On y produit du blé et du maïs, mais aussi des légumes et des fruits (fraises, framboises, mûres et prunes). On y élève des bovins, des porcs et des moutons.